# Покритие (телекомуникации)
В радиокомуникациите обсег на покритието на радиоизлъчвател или област на приемане на радиостанция (radiostation) е географската област, където станцията или приемникът може да комуникира.
Обикновено това са карти, които се предоставят на тези, които се включват в този вид комуникация като потребители или администратори, и тези карти означават зоните на покритие, за да посочат на потребителите очакваната зона за обслужване на дадена мрежова или радиостанция, излъчвател. Покритие зависи от няколко фактора, като орография (т.е. планина) и сгради, технологии, третиране и може би най-важното за двупосочна комуникация: сигурност, чувствителност, качество и ефективност на качеството на предаване към потребителското оборудване. Някои честоти осигуряват по-добро регионално покритие, докато други честоти по-добре имат ограничен обсег.
Способността на мобилен клетъчен телефон да се свърже с базова станция зависи от силата на сигнала. Това може да бъде подсилено от по-мощни и подобрени антени, по-високи антени или алтернативни решения като вградени елементи. В някои случаи обичайните сигнални макроелементи могат да бъдат (умерено) засилвани, за да няма проблем при мрежовата комуникация както за големи градове, урбанизирани региони с модерни небостъргачи, така и за извънградските региони.

## Звуково уведомяване при налично покритие
Това става при въвеждане на нов източник или промяна на източника.
Известието за покритие е сигнализация на устройство, което дава звуков сигнал (или вибрира), когато е в зона, където има добро, желано, ново или съответно има твърде слабо покритие. По подобен начин чертежи или карти за покритие се използват за схематично или графично визуализиране на покритието, те се създават от самите мрежови администратори или в някои случаи от самите потребители.
Известията за покритие могат да бъдат интегрирани и в мобилния телефон и има приложения за показване на карти за покритие на устройства.

## Виж също
- Телефон
- Мобилни изчисления